# Javier Contreras
Javier „Chavis” Contreras Fuentes (ur. 28 sierpnia 1978 w mieście Meksyk) – meksykański piłkarz występujący na pozycji bramkarza, trener piłkarski.